# Џорџтаун (Арканзас)
Џорџтаун (енгл. Georgetown) град је у америчкој савезној држави Арканзас.

## Демографија
По попису из 2010. године број становника је 124, што је 2 (-1,6%) становника мање него 2000. године.
| Група             | 2000.       | 2010.       |
| Белци             | 121 (96,0%) | 119 (96,0%) |
| Афроамериканци    | 4 (3,2%)    | 0 (0,0%)    |
| Азијати           | 0 (0,0%)    | 0 (0,0%)    |
| Хиспаноамериканци | 1 (0,8%)    | 1 (0,8%)    |
| Укупно            | 126         | 124         |